# Joseph Campbell
Joseph John Campbell (New York, 26. ožujka 1904. – Honolulu, 30. listopada 1987.), američki pisac, znanstvenik i sveučilišni profesor. Najpoznatiji je po svojim radovima na području mitologije i poredbene religije.

## Životopis
Rođen je u New Yorku kao prvo od troje djece u katoličkoj obitelji Charlesa Williama Campbella i Josephine Lynch. Kao desetogodišnji dječak, u Američkom prirodoslovnom muzeju (American Museum of Natural History) susreo se s totemima i maskama koje su ga oduševile. Tako je, još kao dječak, počeo čitati sve što je mogao o Indijancima, njihovim mitovima i legendama.
Na njujorškom Columbia sveučilištu studirao je englesku književnost. Specijalizirao se za srednjovjekovnu literaturu, a školovanje je nastavio na sveučilištima u Parizu i Münchenu. Za vrijeme boravka u Europi, susreo se s umjetnošću Pabla Picassa i Henria Matissea, psihološkim studijama Sigmunda Freuda i Carla Junga te književnim djelima Jamesa Joycea i Thomasa Manna. U svim je ovim djelima pronašao simbole koje je već bio zamijetio u mitovima. 
Campbell se 1929. godine vratio u New York i odustao od doktorata jer ga je njegov sveučilišni mentor pokušao držati unutar uskog akademskog nastavnog programa. Povukao se u šume i idućih pet godina proučavao antropološku, biološku, filozofsku, umjetničku, povijesnu i religijsku literaturu. 
Godine 1934. prihvatio je posao profesora na fakultetu Sarah Lawrence College u New Yorku, gdje je podučavao poredbenu književnost do 1972. godine. Nakon umirovljenja sa suprugom Jean Erdman preselio se u Honolulu. Umro je 1987. godine od raka.

## Djela
Vodeća ideja njegova života je bila pomoći ljudima shvatiti snažnu simboliku mitoloških priča. Trudio se aktualizirati mitološke poruke koje je smatrao značajnim i za suvremenog čovjeka. To se očituje u njegovim književnim djelima, ali i u njegovim predavanjima.
Godine 1944., zajedno s Henryjem Mortonom Robinsonom, Campbell izdaje knjigu A Skeleton Key to Finnegan's Wake. Ona je bila neka vrsta vodiča za razumijevanje Joyceove knjige Finneganovo bdijenje. 
Njegovo prvo samostalno djelo, Junak s tisuću lica (The Hero with a Thousand Faces) iz 1949. godine, postalo je klasik. U ovome djelu Campbell otkriva kako postoji univerzalna arhetipska priča o junaku i njegovim pustolovinama koja je kroz povijest bila uklapana u pojedina društva i njihove kulture.
Druga Campbellova djela uključuju njegove četiri knjige studija mitologije The Masks of God (1959. – 1967.), The Flight of the Wild Gander (1969.) i The Mythic Image (1974.). Posljednjih godina života radio je na velikom projektu Historical Atlas of World Mythology (1983. – 1987.), koji nije uspio dovršiti.

## Značaj
Campbell je svojim radom pobudio zanimanje za istraživanje mitologije. Govorio je kako to nisu samo obične priče za pričanje oko logorske vatre, nego moćni vodiči ljudskoga duha. Pokazao je kako su mitološke priče širom svijeta, ma koliko izgledale različite, u biti jednake. Njihova univerzalna istina je jednaka, ali je, u različitim kulturama i povijesnim razdobljima, samo ispričana na drugačije načine. Svojim studentima je govorio: Ako stvarno želite pomoći ovom svijetu, sve što trebate poučavati je kako živjeti u njemu.
Campbellov rad je utjecao na mnoge znanstvenike, pisce, glazbenike, umjetnike i filmske redatelje. Jedan od njih je i njegov prijatelj George Lucas koji je, nadahnut Campbellovom knjigom Junak s tisuću lica, snimio svoje poznato remek djelo Zvjezdane ratove. Od animiranih filmova, također nadahnutih navedenom Campbellovom knjigom, Walt Disneyjev je Kralj lavova.
Godine 1988. popularna televizijska serija američkog novinara Billa Moyersa, pod nazivom Moć mita (The Power of Myth) milijune je ljudi upoznala s Campbellovim otkrićima i mislima. Niz od šest nastavaka prepun je mudrosti i nadahnjujuće energije koju ova dva čovjeka bude kroz razgovor snimljen u posljednje dvije godine Campbellova života. Kasnije je, prema emisiji, napisana knjiga Moć Mita, razgovor s Billom Moyersom.
1991. utemeljena je zaklada The Joseph Campbell Foundation koja skrbi oko njegove ostavštine i provodi projekt izdavanja Campbellovih sabranih djela.
Na hrvatski jezik prevedene su knjige The Power of Myth with Bill Moyers (Moć mita, razgovor s Billom Moyersom, prijevod Dragutina Hlada iz 2001.)  i The Hero With a Thousand Faces (Junak s tisuću lica, prijevod Vladimira Cvetkovića Severa iz 2007.)

## Vanjske poveznice
- Joseph Campbell Foundation, stranice zaklade Josepha Campbella (engl.)